# Landmarq
Landmarq ist eine britische Neo-Prog-Band, die 1990 in London gegründet wurde.

## Bandgeschichte
Landmarq ging aus der Neo-Prog-Band Quasar hervor, der die drei Gründer Daisley, D’Rose und Leigh in den 1980er Jahren angehört hatten. Als Schlagzeuger wurde Dave Wagstaffe, ehemals bei Quasar, und als Bassist Steve Gee rekrutiert. Daisley verließ die Band jedoch bald und wurde zunächst durch Rob Lewis-Jones und schließlich durch Damian Wilson (Threshold) ersetzt. In dieser Besetzung erschienen 1992 und 1993 beim niederländischen Label SI Music die ersten beiden Landmarq-Alben. Danach wechselte Wilson zur luxemburgischen Band LaSalle, die einen Vertrag mit einem Major-Label hatte. Er wurde vorübergehend durch Ian Gould ersetzt, kehrte aber bald zu Landmarq zurück, da LaSalle erfolglos blieben. So folgte 1995 das dritte Album der Band.
Im Jahr 1998, nach dem endgültigen Abschied Wilsons und der Gründung des bandeigenen Labels Synergy, erschien mit Tracy Hitchings als Sängerin Landmarqs viertes Album. Ein erstes Live-Album folgte im Jahr darauf, das zweite im Jahr 2002, eine Live-DVD im Jahr 2006. Gründungsmitglied Leigh verließ die Band 2002, sein Nachfolger wurde bis 2005 Gonzalo Carrera, der wiederum durch Mike Varty ersetzt wurde. Nach dem fünften Studioalbum 2012 wechselte Wagstaffe zu Martin Turner’s Wishbone Ash, neuer Schlagzeuger wurde Daniel Martin.
Tracy Hitchings, die 2022 verstarb, und Daniel Martin verließen 2018 die Band. Die beiden wurden durch Wolf Campen als Lead-Sänger und Andy Allen am Schlagzeug ersetzt.

## Diskografie

### Studioalben
- 1992: Solitary Witness
- 1993: Infinity Parade
- 1995: The Vision Pit
- 1998: Science of Coincidence
- 2012: Entertaining Angels

### Live-Alben / Kompilationen
- 1999: Thunderstruck (Live)
- 2002: Aftershock (Live)
- 2006: Turbulence – Live in Poland (DVD)
- 2014: Origins (Kompilation)
- 2015: Roadskill – Live in the Netherlands (CD+DVD)